# Peggy Carterová (Marvel Cinematic Universe)
Margaret „Peggy“ Carterová je fiktivní postava z Marvel Cinematic Universe, ztvárněná anglickou herečkou Hayley Atwellovou. Postava je založená na stejnojmenné postavě z komiksů Marvel Comics.
Carterová je britská agentka MI6 a členka tajné organizace Strategic Scientific Reserve (SSR). Po 2. světové válce se stala jednou ze zakládajících členů S.H.I.E.L.D.u, kde poté sloužila i jako ředitelka.
Od prvního výskytu ve filmu Captain America: První Avenger, se objevila v dalších pěti filmech, v jednom krátkometrážním filmu a v seriálech Agenti S.H.I.E.L.D., Agent Carter a Co kdyby…?.

## Fiktivní biografie

### Captain America
V roce 1945 je Carterová pověřena SSR, aby pomohla dohlížet na projekt Rebirth – program na vytvoření armády supervojáků pro USA. Carter se připojí k Howardovi Starkovi a doktoru Erskineovi a dohlíží na program. Po sérii testů různých vojáků je kvůli dobré povaze vybrán Steve Rogers. Erskine pustí do Rogerse sérum supervojáka, a dávkuje mu „vita paprsky“. Poté, co se Rogers z experimentu vynoří vyšší a svalnatější, tajný Heinz Kruger, agent Hydry, zabije Erskina a uprchne s lahvičkou séra. Rogers a Carterová pronásledují Krugera, přičemž Rogers omylem zabrání Carterové v zabití Krugera, ale vrah se vyhne výslechu tím, že spáchá sebevraždu s kyanidovou kapslí.
Poté, co je Rogersův nejlepší přítel Bucky Barnes zajat Hydrou, Rogers nechá Carterovou a Howarda Starka přepravit ho za nepřátelské linie, aby provedl sólový pokus o záchranu, který uspěje. Pomocí informací získaných od Arnima Zoly je lokalizována poslední základna Hydry a Rogers vede útok, aby zabránil Red Skullovi použít zbraně hromadného ničení na velká americká města. Rogers a Carterová se políbí a Rogers slíbí, že si zatančí s Carterovou, než Rogers vyleze na palubu letadla, když vzlétne. Poté, co je Red Skull teleportován na Vormir Teseraktem, Rogers, který nevidí žádný způsob, jak s letadlem přistát bez rizika odpálení zbraní, zavolá Carterové vysílačkou a rozloučí se s ní, než havaruje v Arktidě. Stark později získá Teserakt ze dna oceánu, ale není schopen najít Rogerse nebo letadlo, proto ho považují za mrtvého.

### Po 2. světové válce
V roce 1945 Carterová a SSR přepadnou poslední známou základnu Hydry a kromě ostatních věcí Obelisk a modré tělo.
O rok později, během své práce v SSR, Carterová čelí sexismu ze strany svého šéfa, agenta Johna Flynna, který se k ní chová povýšeně a nechává ji zpracovávat data a kódy, zatímco terénní případy přiděluje mužským agentům. Později, Carterová se dozví o umístění záhadného séra a ačkoli se doporučuje tři až pět agentů, Carterová se rozhodne jít na místo sama. Zneschopněním několika stráží je Carterová schopna získat sérum. Následujícího dne ji Flynn pokárá za to, že porušila pravidla k dokončení mise. Než ji však může oficiálně potrestat, zazvoní linka, tentokrát s Howardem Starkem na druhém konci, který Flynnovi sdělí, že Carterová bude spoluvedoucí nově vytvořeného S.H.I.E.L.D.u.
Později v roce 1946 pomáhá Carterová Howardu Starkovi, který se je obviněn z dodávání zbraní nepřátelům Spojených států. Carterové pomáhá při řešení případu Starkův komorník Edwin Jarvis.
V roce 1947 se Carterová odstěhuje z New Yorku do Los Angeles, aby se vypořádala s hrozbami nového atomového věku po druhé světové válce.

### Pozdější život
Po těchto událostech se Carterová provdá a má s ním dvě děti. Carterová má později také neteř, Sharon Carterovou, která se později stane agentem S.H.I.E.L.D.u. V roce 1989 je Carterová svědkem konfrontace mezi Pymem a Starkem ohledně Starkova použití Pymových částic bez Pymova vědomí, což způsobí, že Pym opustí S.H.I.E.L.D.
V roce 2014 ji navštíví Rogers, když po zhruba 70 letech jej rozmrazili z ledu. V roce 2015 zažije Rogers vizi znovusjednocení s Carterovou, kterou vyvolala Wanda Maximovová prostřednictvím telepatie.
V roce 2016 Carterová zemře ve spánku a Sharon, Rogers a Wilson se účastní jejího pohřbu.

## Alternativní verze

### Život s Rogersem
V roce 2023, po boji s Thanosem a vrácení Kamenů nekonečna na jejich správná místa v časové ose, se Rogers rozhodne zůstat s Carterovou v roce 1949.

### Co kdyby…?

#### Captain Carter
V alternativním roce 1943 špión Hydry napadne Projekt Rebirth a střelí Rogerse. Carterová si proto sama vezme sérum supervojáka a po útoku na konvoj Hydry a úspěšném získání Teseraktu od Red Skulla se stává superhrdinkou, kapitánkou Carterovou. Rogers, jako náhradu, pilotuje brnění Hydra Stomper vyrobené Starkem a poháněné Teseraktem. Carterová bojuje po boku Rogerse, aby pomohli spojeneckým silám vyhrát druhou světovou válku. V roce 1945, se Rogers začne pohřešovat během útoku na vlak Hydry, což Carterovou přiměje, aby vyslechla Zolu, a zjistila umístění Red Skullova hradu. Tým Rogerse najde, ale Red Skullovi se mezitím podaří otevřít portál, přes který se dostane na základnu tvor, který ho zabije. Carterová se obětuje, a při boji s tvorem, vstoupí do portálu.
Carterová se poté zjeví v základně S.H.I.E.L.D.u, setká se s Furym a Bartonem, a od dozví se, že válka skončila před 70 lety.

#### Boj s Ultronem
V roce 2014 se Carterová spřátelí s Natašou Romanovovou a je spojencem S.H.I.E.L.D.u. Vydává se na misi na záchranu unesené lodi S.H.I.E.L.D.u. Zatímco bojuje s Batrocem, je naverbována Watcherem, aby se stala součástí týmu, který zničí Ultrona, před tím, než převezme kontrolu nad multivesmírem. Tým bojuje s Ultronem a Carterová při boji poškodí část Ultronovy hlavy, což umožní Romanovové aplikovat Arnima Zolu, vymazat Ultronovo vědomí a zničit ho. Carterová je po boji vrácena do jejího vesmíru zpět. Zpátky ve svém vesmíru si Carterová a Romanovová podmaní Batroca a poté ji Romanovová informuje, že byl nalezen Hydra Stomper s někým uvnitř.

### Země-838
V alternativní realitě – Země-838, je kapitánka Carterová členem Iluminátů. Poté, co Thanos chce zabít polovinu veškerého života ona, spolu s Ilumináty ho úspěšně porazí pomocí Knihy Vishanti. Je také přítomna popravě 838-Stephena Strange, který byl zkorumpován Darkholdem.
Později, Carterová a její kolegové z Iluminátů se domlouvají na tom, co udělat se Strangeem-616 a Americou Chavezovou, poté, co dorazili na Zemi-838. Když je jejich velitelství napadeno Maximovovou-616, která posedla tělo svého protějšku ze Země-838, je Carterová zabita, když ji rozsekl její vlastní štít.

## Výskyt

### Filmy
- Captain America: První Avenger
- Captain America: Návrat prvního Avengera
- Avengers: Age of Ultron [11][12]
- Ant-Man
- Avengers: Endgame
- Doctor Strange v mnohovesmíru šílenství[13]

### Seriály
- Agenti S.H.I.E.L.D. [14]
- Agent Carter
- Co kdyby…?

### Krátkometrážní filmy
- Agentka Carterová